# Oleg Kononenko
Oleg Dmitrijevitsj Kononenko (Russisch: Олег Дмитриевич Кононенко) (Tsjardzjo-oe,Turkmeense SSR), 21 juni 1964) is een Russisch kosmonaut.
Kononenko was vluchtingenieur voor twee ISS-missies: ISS Expeditie 17 en Sojoez TMA-12 die op 8 april 2008 aan ISS werd gekoppeld. Hij keerde terug naar de aarde op 24 oktober 2008.
Kononenko was ook commandant van Sojoez-missie TMA-03M, die op 21 december 2011 naar het ruimtestation ISS vertrok en op 1 juli 2012 landde en waaraan ook de Nederlander André Kuipers en de Amerikaan Don Pettit deelnamen. Zij maakten deel uit van ISS Expeditie 30 en ISS Expeditie 31.
Oleg vloog voor zijn derde missie naar het Internationaal Ruimtestation op 22 juli 2015 als commandant van de Sojoez TMA-17M. Samen met NASA-astronaut Kjell Lindgren en de Japanse astronaut Kimiya Yui verbleef hij 5 maanden in het ruimtestation tijdens Expeditie 44 en Expeditie 45. De Sojoez koppelde af op 11 december 2015 en het drietal landde op de steppe van Kazachstan in een nachtlanding.
Kononenko heeft een totaal van meer dan 879 dagen in de ruimte doorgebracht tijdens zijn vier ISS-missies. Hij vloog op 3 december 2018 opnieuw naar het ISS als commandant van Sojoez MS-11 samen met David Saint-Jacques en Anne McClain. Deze crew nam deel aan ISS-Expeditie 58 en ISS-Expeditie 59.
Op 15 september 2023 werd Kononenko gelanceerd aan boord van Sojoez MS-24 en zal een jaar in het internationale ruimtestation verblijven. Begin februari 2024 verbrak hij het ruimteverblijfsrecord van Gennadi Padalka van 879 dagen.

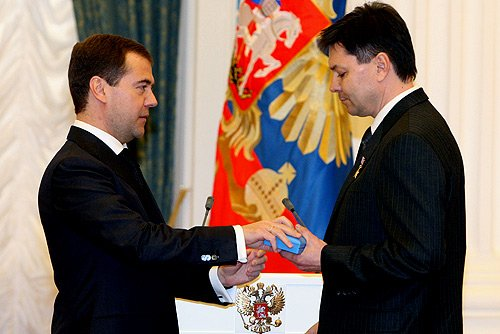
President Medvedev verleent Kononenko de status "Held van Rusland"
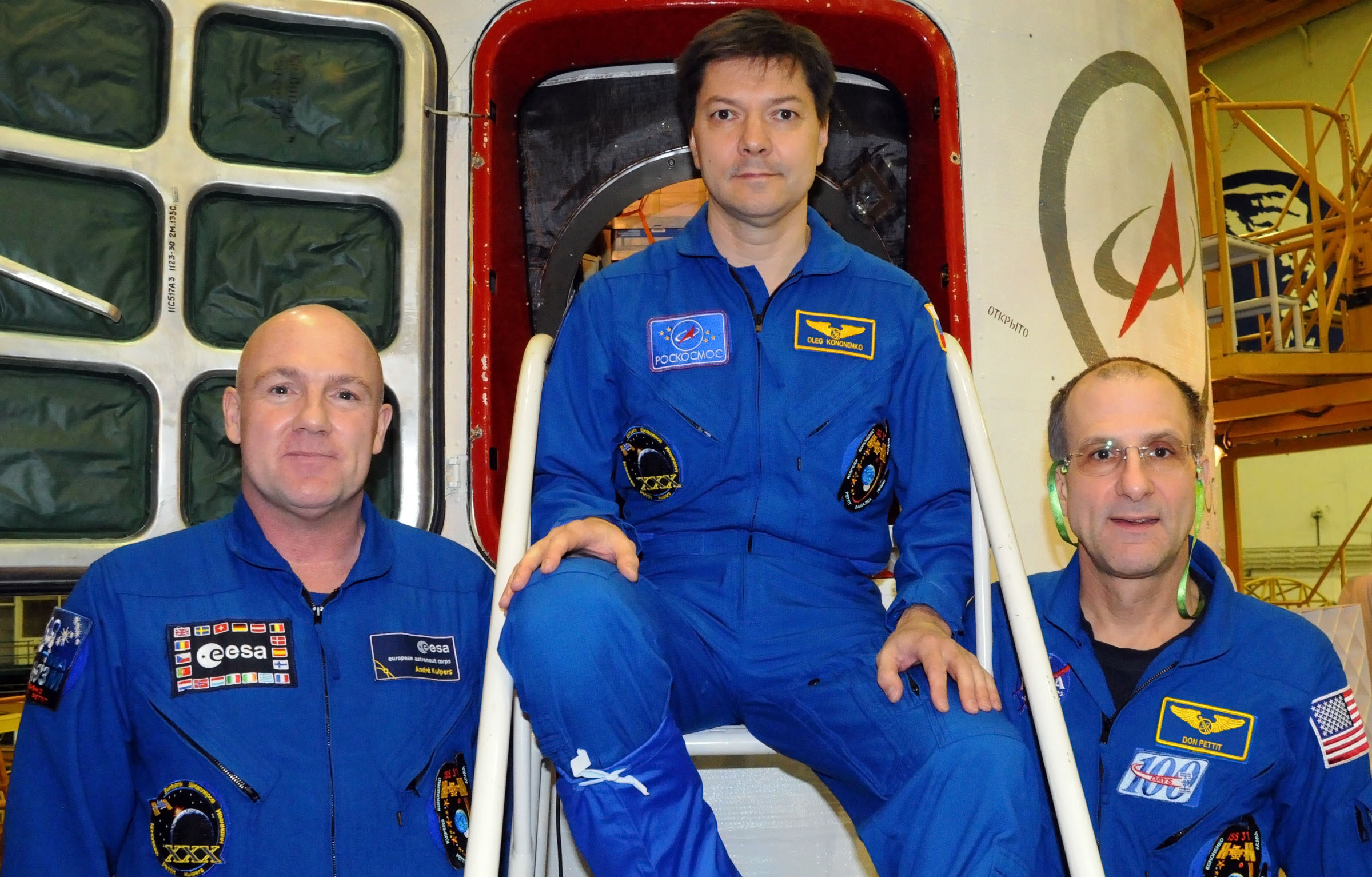
De Sojoez TMA-03M-crew: André Kuipers, Oleg Kononenko en Don Pettit
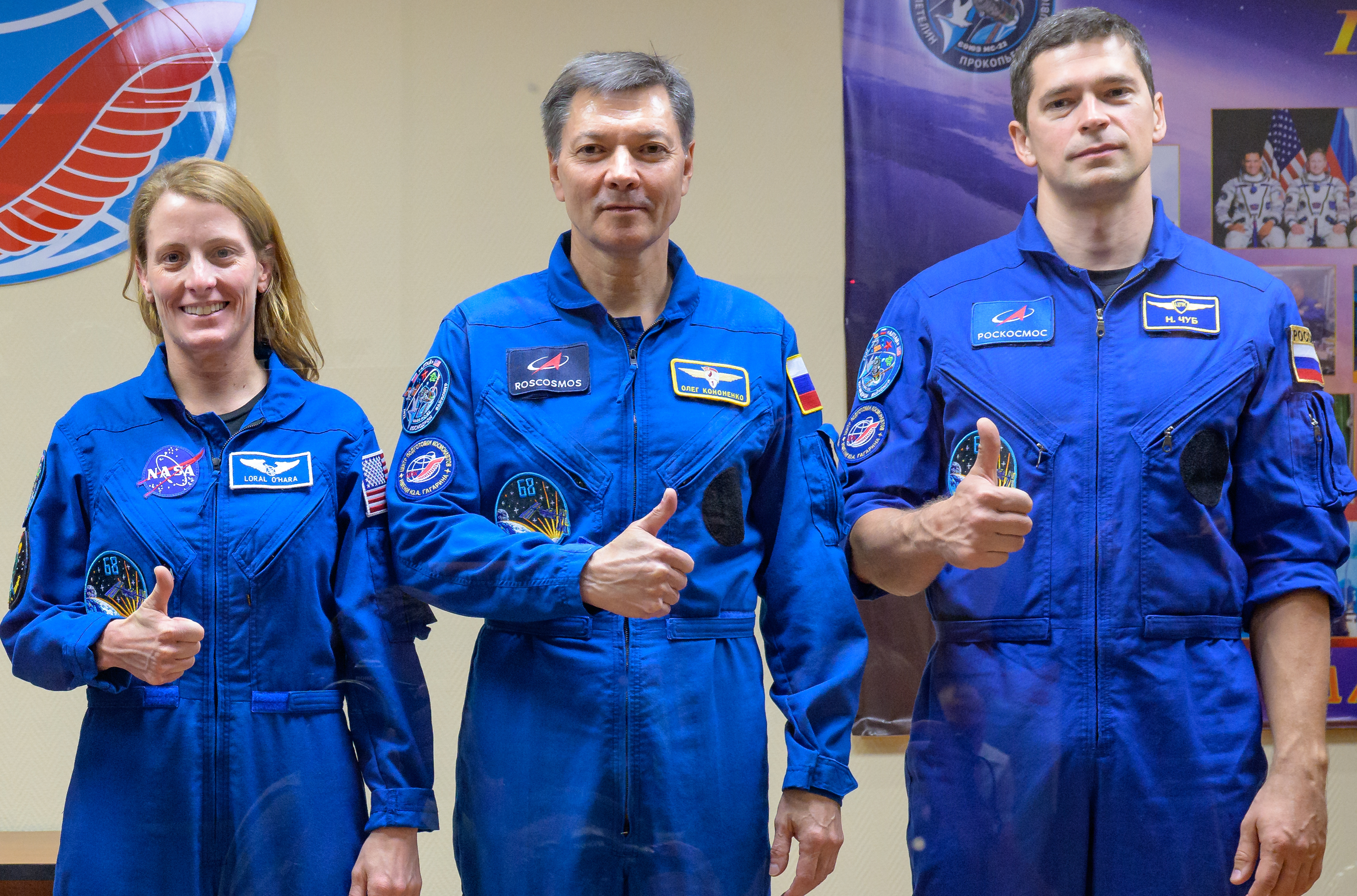
Bemanning Sojoez MS-24: Loral O'Hara, Oleg Kononenko en Nikolaj Tsjoeb